# Corte Superior de Justicia de Junín
La Corte Superior de Justicia de Junín es el tribunal de apelación cuya sede es la ciudad de Huancayo, capital del  departamento de Junín y cuya competencia se extiende a todo el Distrito Judicial de Junín. Fue creada el 30 de febrero de 1920 durante el gobierno de Augusto B. Leguía. Está compuesta por un total de 6 salas superiores que conocen en segunda instancia las sentencias expedidas por los juzgados especializados del distrito judicial.

## Historia
La Corte fue creada el 30 de febrero de 1920 mediante Ley N° 4049 que, en el mismo acto, también creó la Corte Superior de Justicia de Lambayeque. Inicialmente, la competencia de esta corte se fijó sobre el territorio de los departamentos de Huánuco y Junín (que en ese momento incluía las provincias del actual departamento de Pasco y cuya capital era, precisamente, la ciudad de Cerro de Pasco. La corte se instaló en Cerro de Pasco el 15 de mayo de 1920 bajo el gobierno de Augusto B. Leguía y sus primeros vocales fueron los señores Oscar Blondet, Miguel A. Martínez, Bernardino León; el Fiscal y el fiscal fue el doctor Gerardo J. Lugo.
El 15 de enero de 1931 según decreto del presidente Luis Miguel Sánchez Cerro, la ciudad de Huancayo fue nombrada capital del departamento de Junín en reemplazo de Cerro de Pasco. Este cambio generó el establecimiento en la ciudad de las oficinas gubernamentales de nivel departamental como la Prefectura del departamento y la Corte Superior de Justicia.
El 20 de diciembre de 1935, durante el gobierno de Oscar R. Benavides, se creó el Distrito Judicial de Huánuco que incluiría dentro de su competencia a las provincias del departamento de Huánuco así como la provincia de Pasco que aún pertenecía al departamento de Junín. De esa manera se escinden esos territorios de su competencia. El traslado definitivo de la Corte se realizaría el 8 de octubre de 1941.
En el año 2017 se creó el Distrito Judicial de la Selva Central retirando de la jurisdicción de este distrito a las provincias de Oxapampa, Chanchamayo y Satipo.

## Competencia territorial
Según la organización territorial inicial, las Cortes Superiores tenían competencia territorial en el departamento de su sede, el mismo que se correspondía con un determinado Distrito Judicial. Sin embargo, esta división fue modificándose paulatinamente por razones de cercanía comunicativa. En la actualidad la Corte Superior de Justicia de Junín es una excepción a esa regla al tener competencia territorial únicamente sobre siete provincias de su departamento: las de Huancayo, Concepción, Chupaca, Jauja, Junín, Tarma y Yauli. Asimismo, por razones geográficas y de comunicación, también incluye dentro de su competencia a la provincia de Tayacaja del departamento de Huancavelica.

## Composición
La Corte Superior de Justicia de Junín está conformada por 6 salas superiores:
- 2 Salas Mixtas con sede en Huancayo
- 3 Salas Penales con sede en Huancayo
- 1 Sala Mixta con sede en Tarma

Cada Sala está conformada por tres jueces superiores que, en el Perú, reciben la denominación de "vocales superiores". La reunión de todos los vocales superiores constituyen la "Sala Plena" que es el máximo órgano deliberativo de la Corte Superior.

## Presidente de la Corte Superior
De conformidad con los artículos 38 y 45 de la Ley Orgánica del Poder Judicial, los vocales eligen un Presidente de la Corte Superior. En el caso de Junín, la elección se realiza el primer jueves del mes de diciembre cada dos años mediante votación secreta de los vocales superiores titulares.
El actual Presidente de la Corte Superior es el doctor Cleto Marcial Quispe Paricahua.